# Панчево
Панчево (мађ. Pancsova, рум. Panciova) је градско насеље и седиште истоимене територијалне јединице у Србији. Административни је центар Јужнобанатског управног округа и трећи град по броју становника у Војводини. Према попису из 2022. био је 73.401 становник.
Панчево је град са богатом културом, а некада је било и место снимања многих домаћих и међународних филмских продукција. Главни је привредни центар Јужнобанатског округа, с тим да је углавном везан за привреду Београда. Фабрика Петрохемије налази се у Панчеву, као и Утва која је тешко оштећена током НАТО бомбардовања Југославије 1999.

## Географија
Панчево се налази на 77 m надморске висине, и то на координатама 44°54′ северно и 20°40′ источно. Налази се 18 километара североисточно од Београда, главног града Републике Србије, на ушћу Тамиша у Дунав. Територија Панчева се сматра једном од најтоплијих подручја Војводине, са просечном годишњом температуром од 11,3 °C и са више од 100 сунчаних дана током године. Просечна годишња вредност за релативну влажност ваздуха је 77%. Падавине су највеће на крају пролећа, почетком лета, крајем јесени и почетком зиме. Просечна количина падавина током године износи око 643 mm.
Панчево припада простору умерено континенталне климе, са четири годишња доба, коју карактеришу дуга и топла лета и јесени, благе зиме и кратка пролећа. Посебну специфичност климе представља кошава, јак и сув ветар који траје и до три недеље. Поред кошаве, доста су заступљени и југозападни, западни и северни ветрови. Број ветровитих дана током године је 45, а највећа влажност ваздуха је током месеци са најнижом температуром (новембар, децембар, јануар и фебруар).

## Етимологија
Град је познат по још неким називима на другим језицима: мађ. Pancsova, тур. ,  , рум. , слч. Pánčevo.
Назив Панчева је словенског порекла. Његов корен је старословенска реч пачина/панчина, која означава стајаћу воду које је некада у овом делу Баната много било. Назални глас н који се у налази у називима Панчево, Панчова, Панчал итд. сведочи о великој старини овог назива места.
Због честих промена господара (Римљани, Келти, Хуни, Авари, Словени, Мађари, Татари, Турци, Немци) често се мења и назив овог стратегијско важног места:
- Пануцеа/Паноча — називи који се налазе у једном списку утврђења из доба владавине великог мађарског везира Гезе I
- Бансиф — назив који потиче од арапског географа Абу Абдулаха Мухамеда ел Идрисија, који га 1153. године наводи у свом делу „Познавање Балканског полуострва”
- Панука — назив који спомиње Анонимус, нотар краља Беле описујући пораз бугарског војводе Глада од стране Арпадове војске, када је приморан да ту склопи мир
- Панчал — назив који наводи Матија Талоци, капетан Београда и велики жупан Ковинске жупаније, у једном свом писму од 1430. године
- Пансег — назив који спомиње француски племић Бертрандон де ла Брокијер у свом извештају краљу Филипу Добром
- Пајчова — назив који се налази у рукопису арапског писца Мехмеда Сипахи Заде, написаном 1605. година а носи назив „Најјаснији путеви за познавање земаља и градова”
- Панзова — назив који потиче од турског путописца Евлије Челебије када је 1660. године пропутовао кроз Панчево
- Чомва — назив који је дао генерал Флоримунд Мерси након протеривања Турака 1716. године
- Панчова — назив за време владавине Аустријанаца и Мађара

## Историја

### Средњи век
У средњем веку, за време угарске власти, Панчево је припадало Ковинској жупанији. Јавља се већ у XII веку јавља и оно је као што то и име сведочи словенска насеобина. Већ 1153. године арапски географ Идризи Банзиф назива га трговачким градом у коме се Грци трговином баве. Почињући од 1390. године Турци, који су после битке на Косову пољу (1389) продрли кроз моравску долину сваке године пустошећи, упадали су и у пределе на левој обали Дунава. Тако је 1439. године Ковинска жупанија, којој је тада и Панчево припадало, тешко пострадала. Тада су Срби из Торнисте одбегли све до Алпара у Чонградској жупанији.

### Османска власт
Након заузимања Београда (1521) и победе у Мохачкој бици (1526), османске снаге су интензивирале своје упаде и продоре према угарским жупанијама на другој страни Дунава. То подручје је током 1551. и 1552. године и коначно потпало под власт Османског царства. На територији дотадашње Ковинске жупаније успостављена је Панчевачка нахија, која је припадала Темишварском санџаку у саставу новоствореног Темишварског пашалука.
Присуство српског становништва на тим подручјима добило је на значају управо у првој половини 16. века, када је тај простор постао и претежно српски, услед чега су османске власти, чак и пре освајања, читаво тамишко подручје између Дунава, Тисе и Мориша означавале као Српски вилајет (тур. Sırf Vilâyeti).
Османска власт у Панчеву трајала је све до избијања Аустријско-турског рата (1716-1718), када је град ослободио аустријски гроф Клаудије Флоримунд Мерси (1716).

### Хабзбуршка монархија

#### Тамишки Банат
Након потписивања Пожаревачког мира (1718), Хабзбуршка монархија је на новостеченим подручјима формирала Тамишки Банат. Та покрајина је била подељена на 11 дистрикта. Главни град покрајине био је Темишвар, а као званични језик уведен је немачки језик.
Панчево је било главно место у једном од дистрикта Тамишког Баната. С обзиром на ту чињеницу, велики број људи се настанио у Панчеву. Прво су се населили Срби из околине Темишвара 1720. године. Њихове куће од дрвета, које су стајале у неправилним улицама, су се налазиле северно од панчевачке тврђаве, а место у којем су живели су назвали Горња варош. 1722. године је почело насељавање Немаца из Франачке на територије Баната. Немци су добили територију јужно од тврђаве, коју су 1723. године назвали Немачко Панчево (Доња варош). За разлику од кућа из Горње вароши, зидови кућа из Немачког Панчева су се правили од плетара, а кровови од трске.
У овом периоду је Панчево веома напредовало. 1718. године је у Панчеву подигнута солара, док су 1719. године установљења бродарско и поштанско звање. Индустријалац Абрахам Кепиш, Јеврејин из Пожуна, добија дозволу 1722. године да сагради пивару, која је исте године почела са радом. Она и данас представља једну од најстаријих пивара овога краја. Међутим, у овом периоду је Панчево задесило много недаћа. Јак оркан је 26. маја 1733. године направио огромну штету на приватним и државним зградама; почетком јануара 1737. године избила је јака епидемија која је децимирала становништво, а у мају исте године велики пожар је захватио Доњу варош.
Велику штету је Панчево претрпело за време рата између Аустрије и Турске који је трајао годину дана. Ратна узнемиреност је почела у Панчеву 28. септембра 1738. године, када се кроз насеље пронела вест да су Турци код Оршаве прешли Дунав и са великом војском стигли до Нове Паланке и тамо победили цесарску војску. Након четири недеље, Панчево је из стратегијских разлога предат Турцима, који ће владати територијом 10 месеци. У том периоду су вођене две битке — у првој бици код Гроцке су Турци изашли као победници, док су у другој бици код Панчево Турци потучени од стране Аустријанаца. Док су се повлачили, Турци су спалили варош и веома оштетили тврђаву. Потписивањем Београдског мира 18. септембра 1739. године званично се завршио рат између Аустрије и Турске. Овим миром је Аустрија била у обавези да поруши све тврђаве на левој обали Дунава, што значи да је исте године почело рушење панчевачке тврђаве. (Почетком септембра 2013. године је у градском парку пронађен гранични камен од тврђаве.)

#### Војна крајина
Да би се очувала гранична територија од упада Турака, кријумчарења и уношења заразних болести из турских крајева, Хабзбуршка монархија је територију Војне крајине проширила и на Банат. Уређење банатске Војне крајине је трајао од 1764. до 1768. године. Панчево је 1767. године постало седиште XII Немачко-банатске регименте. Аустријски царски ревизор Ерлер је 1774. године констатовао да град припада истоименом дистрикту. Ту се налазе тада: поштанска станица, коњичка касарна, римокатоличка црква и манастир, царинарница и солана. Становништво је било измешано, немачко, влашко и српско.
Панчевачка мала или парадна пијаца је 1858. године званично названа "Коронинијева пијаца". На сред пијаце је подигнут обелиск.
Војна граница је укинута 1872. године и Панчево је потпало под мађарску цивилну управу.

### Аустроугарска монархија
Панчево је много страдало током револуције 1848-1849. Године 1873. постало је муниципални град. У другој половини тог века почиње у Панчеву у већој мери насељавање Мађара. Дана 8. новембра 1918. ушла је у Панчево српска војска.

### Новија историја
Фабрика сијалица "Тесла" је основана 1931. Железничка веза са Београдом је остварена у новембру 1935, отварањем Моста Краља Петра II. Очекивање веће трговине и напретка се није одмах остварило, јер је место практично постало предграђе Београда, једино је још "животарило као житарски центар", додуше "наше највеће житарско извозно место". Након тога ипак долази до развоја индустрије, са отварањем 15 већих и мањих предузећа до 1941. Фабрика авиона Утва је пресељена овамо 1940, општина је исте године бесплатно дала 10 плацева за нове фабрике.
Градска библиотека и читаоница је отворена 26. септембра 1936. Друмски мост преко Тамиша је завршен маја 1937. (пробно оптерећење почетком марта). Панчевачки пут из Београда, грађен ситном коцком, у саобраћај је ушао на јесен 1937, још и пре завршетка радова. а званично је отворен у мају 1938. Приликом повратка из Београда у Панчево строго је наплаћивана трошарина, јер је панчевачким трговцима опао промет. Прва, пробна, деоница пута према румунској граници, дужине 1,5 км, пуштена је у саобраћај августа 1939. Аутоматска телефонска централа је пуштена у рад јула 1938.
У Панчево се 1930-тих долазило ради склапања грађанског брака, омогућеног још старим угарским законима. Грађевинска делатност је оживела 1939, подигнуто је неколико фабрика, започета је градња дома филијале Државне хипотекарне банке, завршен 1940. - каснија Зграда старе поште. Радници нових фабрика су подигли дивље насеље у Војловићком риту, поред паробродског пристаништа. Пред сам рат је планирано подизање Дома културе чија би зграда била једна од највећих те врсте у држави.

## Демографија
Види још: Демографска историја Панчева.
Према попису из 2011. године, у Панчеву живи 63.078 пунолетних становника, а просечна старост становништва износи 41,5 година (40,0 код мушкараца и 42,8 код жена). Насеље је углавном насељено Србима, а примећен је пад у броју становника.
| График промене броја становника 19. — 21. века \| \| |
|                                                      |

Број становника Панчева у 18, 19, 20. и 21. веку
| Година          | 1795. | 1833.  | 1836.  | 1855.  | 1869.  | 1880.  | 1890.  | 1900.  | 1910.  | 1921.  | 1931.  | 1948.  | 1953.  | 1961.  | 1971.  | 1981.  | 1991.  | 2002.  | 2011.  |
| Број становника | 4.588 | 10.366 | 11.204 | 12.845 | 16.880 | 17.127 | 17.948 | 18.512 | 20.201 | 19.392 | 22.089 | 30.516 | 34.748 | 46.679 | 61.588 | 71.009 | 72.793 | 78.938 | 76.203 |

## Насеља Панчева
- Војловица

МЗ Горњи Град:
- Бела Стена
- Горњи град
- Караула
- Скробара

MЗ Котеж:
- Котеж 1
- Котеж 2

МЗ Младост:
- Кудељарски насип
- Миса
- Младост

МЗ Стари Тамиш:
- Стари Тамиш

МЗ Стрелиште:
- Стрелиште

МЗ Тесла:
- Тесла

МЗ Центар:
- Доњи град
- Зеленгора
- Мали Лондон
- Пепељара
- Содара
- Топола
- Утвина колонија
- Центар

## Привреда

### Привреда до1919. године
Становништво Панчева бави се претежно ратарством, али је врло лепо заступљен занат и трговина, нарочито стоком и храном. Индустрија је такође знатна, нарочито свиларска. У Панчеву су две православне цркве; старија (Вазнесенска) са темплом, коју је радио Константин Данил, и нова (Успенска) у византијском стилу, са сликарским и орнаменталним радовима Уроша Предића, Ст. Алексића и Марковића. У Панчеву има гимназија, трговачка академија, мушка и женска грађанска школа и аеродром интернационалног друштва за ваздушни саобраћај.

#### Најстарија пивара на Балкану
Први објекти за производњу пива су изграђени уз обалу реке Тамиш, 1722. године, када је Панчево било део Аустро-Угарске.
Пивару је отворио Јеврејин Абрахам Кепиш и она је након промене неколико власника,од 1847. године, постала власништво породице Вајферт, одакле и њен данашњи назив – Вајфертова пивара. Познати индустријалац и власник пиваре Ђорђе Вајферт рођен је у Панчеву 1850. године где је живео до пунолетства. Касније одлази на школовање по Европи и враћа се назад где му отац купује београдску пивару, одакле он креће са стварањем своје империје. Занимљиво је да је на теренима око саме пиваре снимљено око 50 разних филмова и серија.

#### Фабрика свиле
Пре више од 250 година Панчево је било познато по свиларству, а озбиљна производња је почела 1900. године кад је изграђен комплекс свиларе на левој обали Тамиша у којој је 150 радника годишње производило и до 17.000 килограма свиле која се продавала у Лиону и Бечу. Прво помињање узгоја свилених буба датира још од 1720. године, а 1899. саграђена је фабрика свиле. Ова фабрика никада није била приватно власништво, грађена је помоћу обвезница, а након приватизације сад се рестаурира. Комплекс је проглашен за споменик културе 2013. године.

### Привреда од1920. до1991. године
Након Првог светског рата, панчевачка индустрија доживљава своју другу младост и постаје један од индустријских гиганата бивших Југославија. Отварају се многобројне фабрике које запошљавају на десетине хиљада радника из Панчева, Београда и околних места из скоро целог јужног Баната. Неке од најважнијих су:
- Рафинерија нафте −(РНП) Почела да ради 1968.
- Азотара − Фабрика за производњу вештачког ђубрива. Почела да ради 1962.
- Петрохемија − Фабрика за прераду сировог бензина и производњу пластичних маса. Почела да ради 1977.
- Утва − Фабрика за производњу лаких авиона, камиона и приколица за камионе, делова за моторна возила и сервисирање и оправка моторних возила. Основана 1937. године
- Пивара — Основана 1722. године
- ИСП Стаклара − фабрика за производњу свих врста стакла, основана 1932. године
- Фабрика сијалица Тесла − Фабрика сијалица, основана 1931. године
- Фабрика грађевинске столарије − основана 1934. године
- Фабрика скроба − основана 1937. године
- Фабрика обуће − основана 1955. године
- ТРО Тргопродукт − Бавила се пословима у области трговине на велико и мало мешовитом робом
- Пекара − Снабдевала цело Панчево и околна места
- Техногас − Производила и снабдевала индустрију широким асортиманом гасова
- Плинара − Производила и снабдевала панчевачка домаћинства лож уљем, пропан−бутаном, бензином
- Свилара − Производња свиле, одмотавање свилених чаура
- Крзнара − Прерада коже, основана 1953.
- Кудељара − Прерада кудеље
- Гај − Индустрија намештаја
- ЈРБ Бродоремонт − Бавило се поправком бродова, шлепова и свиме што плови по води
- Лука Дунав − Основан 1947. године
- ПИК Тамиш − Пољопривредни комбинат са широким асортиманом производа за прехрану
- АТП − Предузеће за превоз путника и робе
- Привредна Банка Панчево − Основана 1869. године
- Пошта − Бавила се услугама грађана од писама, телеграма телефона преко наплате разних дажбина до банкарских услуга
- ГИК Конструктор − Грађевинско предузеће
- Трудбеник − Предионица предива
- Банаћанка − Производња одеће
- ШИК − Прерада дрвета
- Електродистрибуција
- Минел
- РО Стандард − Комунални послови
- На десетине занатско−услужних радњи, приватних радионица, пекара, обућара, сајџија, златара, шнајдера.
- Постојала су два хотела Слобода (Трубач) и Тамиш, велики број угоститељских радњи
- Инфраструктурне организације као што су општина, суд, банке, болница и здравствене амбуланте, полиција, ватрогасци, робне куће, библиотеке, музеји, галерија, биоскопи и позориште, дом културе, разна друштва као што су риболовачко, стрељачко (1813), извиђачи, Црвени крст, нови пут из Београда (дец. 1937).

## Култура
У Панчеву се култура негује преко образовања и културних центара.
- Културни центар Панчева
- Завод за заштиту споменика културе у Панчеву
- КУД „Абрашевић” Панчево
- КУД „Станко Пауновић“ НИС Рафинерије нафте Панчево
- Панчевачко српско црквено певачко друштво
- МКУД Шандор Петефи Панчево
- Галерија савремене уметности у Панчеву
- Дом културе „29. новембар” Старчево
- Дом културе „Вук Караџић” Омољица

### Образовање
На територији Панчева се налазе 10 основних и 7 средњих државних школа, као и 3 државне школе за основно и средње образовање.
- ОШ „Борисав Петров Браца”
- ОШ „Бранко Радичевић”
- ОШ „Братство јединство”
- ОШ „Васа Живковић”
- ОШ „Ђура Јакшић”
- ОШ „Исидора Секулић”
- ОШ „Јован Јовановић Змај”
- ОШ „Мирослав Мика Антић”
- ОШ „Свети Сава”
- ОШ „Стевица Јовановић”

Средње школе:
- Гимназија „Урош Предић”
- Економско-трговинска школа „Паја Маргановић”
- Електротехничка школа „Никола Тесла”
- Машинска школа „Панчево”
- Медицинска школа „Стевица Јовановић”
- Пољопривредна школа „Јосиф Панчић”
- Техничка школа „23. мај”

Основне и средње школе:
- Балетска школа „Димитрије Парлић”
- Музичка школа „Јован Бандур”
- ШОСО „Мара Мандић”

У Панчеву се налази Стоматолошки факултет, који постоји и ради од 2002. године, а похађају га студенти како из свих крајева Србије, тако и иностранства.
Од пролећа 2005. Панчево је добило Правни Факултет и Факултет хуманистичких наука, који су у саставу Интернационалног универзитета у Новом Пазару. Панчево је тако постало једини град на Балкану у којем су лоциране студије хебрејског (јеврејског) језика и књижевности.
Овде се налази Градска библиотека Панчево.

### Карневал
Види још: Интернационални карневал Панчево
Панчевачки карневал спада у урбани тип карневала, а свечано отварање манифестације традиционално започиње градоначелниковом предајом кључева града маестру Панчевачког карневала, што симболично означава да градом тих дана владају карневалисти. У програму карневалских свечаности су и програм добродошлице иностраним и домаћим гостима, смотра мажореткиња, представљање група из иностранства, концерти на неколико бина, као и друго у оквиру пратећег програма „карневал у срцу града” у бројним кафићима и ресторанима – маскиране DJ вечери, карневалске журке, тематске изложбе, шоу кловнова, самба плесачице, спектакуларни ватромет итд.

### Спорт
Такође се оснивају многобројна спортска друштва, из свих грана спортова (фудбал-ФК Динамо, кошарка, рукомет, одбојка, ватерполо, веслање, атлетика, стрељаштво, шах, хокеј на трави, рагби, аикидо, џудо, карате, бокс, триатлон... где су се појавили и развили асови интернационалног нивоа као на пример, неки од најпознатијих, Јулије Бауер (атлетика), Обрад Сретеновић, Бранислав Петрић и Карољ Лајко (бокс), Стеван Бена (фудбал), Бранислав Покрајац (рукомет), браћа Владимир и Илија Јорга (карате), Нађа Хигл (пливање),
Владимир Савић (триатлон), Чаба Силађи (пливање).
На основу уредбе Владе републике Србије и дванаест Панчеваца је нашло место међу заслужним спортистима, спортисти који су дали посебан допринос за афирмацију спорта у Србији и освајали медаље на олимпијским играма, европским и светским првенствима. То су:
Зоран Гајић (одбојка), Магдалена Херолд (стрељаштво), Миленко Топић (кошарка), Оливера Кецман (рукомет), Биљана Балаћ (рукомет), Богосав Перић, Дејан Перић, Милан Крстић, Надежда Абрамовић-Станојевић (рукомет), Лепосава Нинковић-Спасић (рукомет), Мирослав Јочић (џудо) и Славко Станишић (џудо) и Нађа Хигл (пливање).

### Паркови
Паркови су одувек важан део Панчева. Најстарији парк у Панчеву је Народна башта. По налогу првог панчевачког урбанисте, бригадног генерала Миховила Михаљевића, 1829. године је подигнута Народна башта. Тадашњи планери су овај простор организовали по узору на немачке паркове, који су били синтеза елемената француских и енглеских паркова. Шездесетих година, музички павиљон који се налазио у центру Народне баште је срушен, а на његовом месту је изграђена фонтана с неидентификованом каменом скулптуром. У том периоду је уклоњена и ограда парка. На платоу испред главног улаза у Народну башту је 1969. године постављена биста Јована Павловића, оснивача и уредника „Панчевца”. Средином 2008. године, Народна башта је у потпуности реновирана — фонтана је уклоњена, а на њено место је постављен музички павиљон налик на оном из 1905. године.
- Централни градски парк
- Народна башта
- Народна башта
- Плато испред Народне баште
- Барутана

#### Народна башта
Народна башта, највећи парк у Панчеву, настала је 1829. године по замисли и идејном пројекту бригадног генерала Миховила Михаљевића у жељи да Панчево добије парк по узору на друге градове Централе Европе. Од настанка, извршене су четири реконструкције. Важна година за овај парк је 1905. када је у њему одржана велика Светска пољопривредно-индустријска изложба са циљем упознавања Балкана и Европе са панчевачким занатским и пољопривредним производима и индустријом. Радови на последњој реконструкцији почели су 2008. године када је припремљен терен бившег расадника у виду обимних земљаних радова и радова на раскрчивању те површине и проширењу парка на још око 5 хектара. Највредније у Народној башти је свакако њен разноврстан биофонд. Најдрагоценији примерци стабала су стабла Qуерцус робур – храста лужњака, процењене старости преко сто година.

#### Барутана
Парк Барутана некада војни објекат, данас парк у изградњи – парк екстремних спортова. Изградња парка започета је 2011.год., изграђене су стазе, платои, постављена је нова инфраструктура, расвета, јавне чесме, клупе, изграђен је модеран скејт-парк, прва бетонска вештачка стена за спортско пењање у Србији. У парку се налази и мултифункционалан амфитеатар, теретана на отвореном и игралиште за децу старијих узраста.

### Куле - светиље
На ушћу Тамиша у Дунав у Панчеву налази се једини пар светионика дуж читавог тока Дунава. Куле на Тамишу, подигнуте 1909. године, постале су заштитни знак Панчева, а многи их зову и „воденим капијама града“. Светионици су подигнути у златно доба паробродског саобраћаја на Дунаву. Светионици су једини пар у читавој Европи. Саобраћај без кула је био готово незамислив, нарочито почетком 20. века када је одлучено да се ток Тамиша скрати прокопавањем канала.
Куле-светиље зидане су од жуте опеке постављене на кружној подлози од земље озидане каменом. Зидане су у три појаса који су дељени по хоризонтали декоративним венцем од црвене, профилисане опеке, која уоквирује и улазна врата као и прозорска окна. На врху кула су терасе наткривене купастим кровом, носачима извора светла. У циглама од којих су направљене куле урезане су разне поруке и имена.
Куле су потпуно обновљене 2018. године и може им се прићи само с воде.

### Непокретна културна добра
| Фотографија | Назив                                                 | Адреса                 | Врста културног добра                                     |
| ----------- | ----------------------------------------------------- | ---------------------- | --------------------------------------------------------- |
|             | Манастир Војловица                                    | Спољностарчевачка бб   | Споменик културе од изузетног значаја                     |
|             | Српска православна црква Светог Преображења Господњег | Димитрија Туцовића     | Споменик културе од изузетног значаја                     |
|             | Зграда Магистрата                                     | Трг краља Петра I 7    | Споменик културе од великог значаја                       |
|             | Успенска црква                                        | Димитрија Туцовића 8   | Споменик културе од великог значаја                       |
|             | Светионици на ушћу Тамиша у Дунав                     | -                      | Споменик културе од великог значаја                       |
|             | Зграда народне пиваре                                 | Кеј Радоја Дакића      | Споменик културе од великог значаја                       |
|             | Зграда на Тргу краља Петра I 11                       | Трг краља Петра I 11   | Споменик културе од великог значаја                       |
|             | Зграда на Тргу краља Петра I 8-10                     | Трг краља Петра I 8-10 | Споменик културе од великог значаја                       |
|             | Зграда у улици Димитрија Туцовића 2                   | Димитрија Туцовића 2   | Споменик културе од великог значаја                       |
|             | Зграда у улици Николе Тесле 3                         | Николе Тесле 3         | Споменик културе од великог значаја                       |
|             | Старо градско језгро                                  |                        | Просторна културно — историјска целина од великог значаја |
|             | Железничка станица Тамиш                              | Трг мученика 1         | Значајан споменик културе                                 |
|             | Зграда Опште болнице                                  |                        | Значајан споменик културе                                 |
|             | Јавно парно купатило                                  |                        | Значајан споменик културе                                 |
|             | Зграда Гимназије „Урош Предић”                        | Игњата Барајевца 5     | Значајан споменик културе                                 |
|             | Гајићева апотека                                      | Светозара Милетића 11  | Значајан споменик културе                                 |
|             | Каћурина штампарија                                   | Ђуре Јакшића 1         | Значајан споменик културе                                 |
|             | Кућа Дуде Бошковића                                   | Браће Јовановића 17    | Значајан споменик културе                                 |
|             | Кућа Танацковића                                      | Косовска 1             | Значајан споменик културе                                 |
|             | Зграда Историјског архива                             | Немањина 7             | Значајан споменик културе                                 |
|             | Црква Св. Ане                                         | Ослобођења 72          | Значајан споменик културе                                 |
|             | Црвени магацин                                        | Др Жарка Фогараша 2    | Значајан споменик културе                                 |
|             | Споменик стрељаним родољубима из Борче                | Обала Тамиша бб        | Значајан споменик културе                                 |
|             | Споменик оснивачима Панчевачке гимназије              | Димитрија Туцовића     | Значајан споменик културе                                 |
|             | Зграда у улици Браће Јовановића 13                    | Браће Јовановића 13    | Значајан споменик културе                                 |

### Споменици културе од изузетног значаја
Територија града Панчева је најбогатија споменицима културе. Има их 55, и то 3 од изузетног значаја, 13 од великог значаја и 39 споменика културе.

#### Манастир Војловица
Манастир Војловица налази се оквиру комплекса Рафинерије нафте Панчево, одмах поред Панчева. Из 1405. године је повеља о оснивању Војловице коју је издао Деспот Стефан. Једнобродној црквеној грађевини са полукружном олтарском апсидом, правоугаоним певничким просторима, осмостраним кубетом над наосом и слепим кубетом над припратом, дозидана је 1752. године још једна припрата. 1836. године изграђен је високи барокни звоник. Барокном изгледу цркве, поред карактеристичног звоника, доприноси и низ полукружним аркада на стубићима изнад кордонског венца на припрати. Крајем 18. века су изграђени конаци, осликани унутрашњи зидови храма и начињен високи барокни иконостас, коме се као аутор помиње молер Аксентије из Панчева. У току другог светског рата овде су били заточени владика Николај Велимировић и патријарх Гаврило Дожић. У периоду од 1964. године када је почела изградња Рафинерије па је до 1987. године манастир био неактиван. Обнова и реконструкција 1987. – 1991. године су га оживеле.

#### Црква Светог Преображења
Црква Светог Преображења налази се у ул. Димитрија Туцовића. Изграђена је између 1873. и 1878 године, на месту цркве с почетка 18. века, према пројекту архитекте Светозара Ивачковића у неовизантијском стилу. То је једнобродна грађевина крстообразне основе са куполом монументалне величине и високим звоником издвојеним попут средњовековног пирга. Прецизно осмишљена фасадна декорисана је богато профилисаним кровним венцима, вишеделним прозорским отворима и полукружно завршеним и чипкастим розетама. Главне неимарске послове извели су Фрања Ерлмајер из Београда и Михајло Томић из Панчева. Иконостасну преграду осликао је 1911. године Урош Предић у духу академског реализма. Зидно сликарство којим доминирају историјске композиције урадио је Стеван Алексић.

#### Успенска црква
Успенска црква подигнута је између 1801. и 1810. године, прилозима народних добротвора међу којима је био и Карађорђе. Конципирана је у духу барока, са наглашеним елементима класицизма. То је једнобродна грађевина са полукружном апсидом. Западним прочељем доминира раскошан портал уоквирен са два висока издужена звоника. Виртуозно изведену пластичну декорацију фасада потенцира хоризонтална и вертикална подела архитектонских маса. Смењивање снажних стубова са угаоним стубићима и прислоњеним пиластрима доприноси утиску стремљења у висину. Посебна пажња је посвећена обради вишеструко профилисаног кровног венца и отмених коринтских капитела. Слике иконостасне преграде из 1832. године прва је велика наруџбина Константина Данила.

#### Црква Св. Ане – Вајфертова капела
Католичку цркву Св. Ане подигао је Ђорђе Вајферт 1923. године као породичну капелу. То је једнобродна грађевина оријентисана север – југ са звоником и сакристијом које се издвајају из основне масе. Стилски припада еклектичним грађевинама, на прочељу, звонику и разуђеним кровним површинама преовладава сецесија, западној фасади и ентеријеру олтарског простора неоготика, док се на бифорама уочавају утицаји византијске архитектуре. Забатни део улазног трема обрађен је у плиткој малтерској пластици и завршен са две фигуре анђела симетрично постављене. На западној фасади објекта налази се трем са неоготским полукружно засведеним отворима. Прозори и розете су застакљени техником витража. Фасаде цркве и звоника декорисане су елементом четворолиста. Уз цркву се налази и дворишна зграда правоугаоне основе са фасадом која је обрађена у духу сецесије. Вајфертова капела је сачувала функцију католичке цркве.

#### Зграда Магистрата
Зграда Магистрата саграђена је у периоду 1833. и 1838. године као управно административни објекат, по плановима мајора Хајмана, са доминантним положајем на главном градском тргу. Данас се у њој налази Народни музеј. Грађена је као репрезентативна масивна грађевина, класицистичког стила, са основом у облику слова “П”. Има приземље и спрат, истакнути централни ризалит у осовини прочеља, са порталима, стубовима који носе балкон са балустрадом и тимпаноном у чијој ниши је рељеф са фигурама крилатих нимфи и сатом. Приземље има правоугаоне прозоре са профилисаним оквирима и снажним надпрозорницама, док су прозори спратног дела полукружни, са лунетама испод наглашених архиволти. Свечану дворану декорисао је 1838. Јулије Сајдл, сликар из Новог Сада.

#### Граничарска кућа
Граничарска кућа саграђена је крајем 18. века са стилским обележјима барока и један је од најстаријих сачуваних градских објеката у Панчеву. Грађена је као угаона спратна грађевина са основом у облику слова “L”. Кров је висок, преломљен, са таванским прозорима. Обрада фасада је једноставна, без украса. Спратни део сачувао је првобитни изглед прозорских отвора, правоугаоног облика са плитким једноставним оквиром, док је приземље у нарушено отварањем излога. Ужи део фасаде има на средини репрезентативан балкон са оградом од кованог гвожђа, постављен на конзолама са флоралном орнаментиком.

#### Штапска зграда
Штапска зграда саграђена је око 1830. године. Римокатоличка црквена општина је купила зграду 1892. године и према плановима Карла Хефнера 1894. године извршила адаптацију. Једноставна и строга обрада фасада, карактеристична за војне објекте, добила је декоративне елементе неоренесансе. Грађена је са основом у облику обрнутог слова “П”. Главни део грађевине, према Тргу, има три куполе у облику зарубљене пирамиде. Куполе имају окулусе оивичене декоративним мотивима на атици изнад ризалита. У северном крилу зграде осликани су сводови приземља и таваница степенишног дела сликарством из 1896. године.

## Саобраћај
Град Панчево представља „капију” на путном правцу север и југ Баната, односно везу са остатком Србије. Постоји разграната мрежа путева који Панчево повезује са многим градовима и насељима: државни пут првог Б реда 10 (Е-70) (Београд — Панчево — Вршац — Румунија), државни пут првог Б реда 14 (Панчево — Ковин — Раља) и државни пут другог А реда 130 (Ечка — Ковачица — Јабука — Панчево).
Панчево у железничком саобраћају представља веома важно чвориште. Повезан је са Румунијом железничким коридором Београд — Панчево — Вршац — Румунија, као и са Кикиндом железничким коридором Панчево — Зрењанин — Кикинда. Панчево је саставни део градске железнице Београда — Беовоз, са своје четири станице, Панчево Војловица, Панчево Стрелиште, Панчево Варош и Панчево Главна станица.
Међународна Лука "Дунав" АД Панчево на 1.153 km реке Дунав налази се на раскршћу паневропских коридора VII за речну пловидбу и коридора X за друмско-железнички саобраћај који повезују тржиште Југоисточне Европе. Са територијом од 94 ha и акваторијом од 21 ha. Ово је највећа речна лука у региону и једна од највећих у Србији.
Од међународног аеродрома „Никола Тесла” у Београду, Панчево је удаљено 40 km. У северном делу Панчева се налази спортски аеродром који је ушао у историју светског ваздухопловства, пошто се 25. марта 1932. године догодио први ноћни лет на релацији Панчево — Букурешт, са линије Париз — Истанбул.
На територији града Панчева, градски и приградски саобраћај обавља Привредно друштво „Пантранспорт” Панчево. Линије градског саобраћаја су:
- 2 Котеж 2 — Центар — Долово;
- 3 Јабука — фабрика авиона — Ново гробље — Стари Тамиш;
- 4 Центар — Минел;
- 5а Минел — Центар — РНП;
- 6 Центар — Стрелиште — Војловица;
- 7 Јабука — фабрика авиона — Стрелиште — РНП;
- 8 Тесла - РНП — Старчево;
- 9 Панчево — Банатско Ново Село;
- 14 Котеж 2 — Центар — Омољица;
- 22 Панчево — Глогоњ;
- 24 Панчево — Качарево
- 25 Панчево — Банатски Брестовац;
- 27 Панчево — Иваново.

## Значајне личности
Са панчевачким свакодневним животом је повезан, кроз историју, велики број познатих личности из света политике, науке, културе и стваралаштва што рођењем, што боравком или стваралаштвом.

### Рођени у Панчеву
- Арсеније Арса Тодоровић (1786—1826) — сликар
- Прота Васа Живковић (1819—1891) — српски песник и свештеник
- Мита Топаловић (1849—1912) — српски композитор
- Ђорђе Вајферт (1850—1937) — гувернер Народне банке
- Лудвиг Вартоломеј Граф (1850—1924) — зоолог
- Георгије Дакснер (1871—1911) — др теологије, професор теологије у Братислави
- Милан Ћурчин (1880—1960) — песник, књижевни критичар, преводилац и публициста
- Јован Ердељановић (1874—1944) — етнолог,
- Јулије Бауер (1908—1945) — атлетичар
- Милорад Бата Михаиловић (1923—2011) — сликар
- Оља Ивањицки (1931—2009) — сликарка
- Душан Патић (1933) — рукометаш
- Стеван Бена (1935—2012) — фудбалер
- Мирослав Жужић (1945) — глумац
- Миленко Првачки (1951) — сликар
- Зоран Гајић (1958) — бивши тренер одбојкашке репрезентације Русије и СР Југославије
- Миленко Топић (1969) — кошаркаш
- Олга Сковран (1908 — 1995) — српски кореограф, педагог, оснивач и директор ансамбла „Коло“
- Томислав Стошић (1962) — сликар
- Жељко Станојевић (1974) — хебраиста
- Жикица Милосављевић (1972) — бивши југословенски репрезентативац у рукомету
- Владимир Савић (1976) - триатлонац
- Мирјана Повић (1981) — астрофизичар
- Марина Мунћан (1982) — атлетичарка
- Бранка Бешевић Гајић (1982) — позната награђивана филмска и телевизијска редитељка
- Милош Ћорломановић (1982) — научник, физичар, инжењер, изумитељ и академик Академије Наука Народне Републике Кине
- Ненад Хераковић (1984) — глумац
- Душан Борковић (1984) — аутомобилиста
- Нађа Хигл (1987) — пливачица
- Владимир Мишовић (2001) — ватерполиста

### Личности које су се школовале, живеле или радиле у Панчеву
- Јован Јовановић Змај (1833—1904) — песник
- Михајло Пупин (1854—1935) — научник и проналазач
- Урош Предић (1857—1953) — сликар
- Бранислав Нушић (1864—1938) — књижевник
- Исидора Секулић (1877—1958) — књижевница и академик САНУ
- Милош Црњански (1893—1977) — књижевник
- Јован Бандур (1899—1956) — композитор и диригент
- Стојан Трумић (1912—1983) — сликар и педагог
- Мирослав Антић (1932—1986) — песник
- Божур Ивановић (1936—2005) — сликар, сценограф и графички дизајнер
- Богдан Мрвош (1939—1997) — књижевник, новинар и преводилац
- Небојша Глоговац (1969—2018) — глумац
- Дејан Перић (1970) — рукометаш
- Ашхен Атаљанц (1971) — балерина
- Жељко Станојевић (1974) — хебреиста, теолог
- Мирјана Повић (1981) — астрофизичар

### Почасни грађани Панчева
- Антоније Јахимек (1840)[2]
- Михајло Михалијевић (1842)[2]
- Стеван Петровић Книћанин (1849)[2]
- др Јаков Живановић (1849)[2]
- Никола Костић (1849)[2]
- Фердинанд Мајерхофер (1849)[2]
- Ђорђе Станчић (1883) — велики жупан[2]
- Павле Петер (1883) — градски начелник[2]
- Александар Николић де Рудна (1895) — велики жупан[2]
- Ернест Даниел де Самош Ујвар (1900) — посланик[2]
- др Игњат Дарањи (1903) — министар пољопривреде[2]
- Никола Пашић (1923) — председник министарства[2]
- Ђорђе Вајферт (1923) — индустријалац, гувернер Народне банке Србије[2]
- Јосип Броз Тито (1962) — председник СФР Југославије[38]
- Франческо Ђангранди (2010) — председник провинције Равена[39]
- Кирил Кравченко (2011) — некадашњи генерални директор Нафтне индустрије Србије
- Милан Поповић (2013) — српски бизнисмен[40]
- Мајкл Девенпорт (2014) — британски дипломата[41]

## Партнерски градови
Панчево је побратимљено са следећим градовима:
- Мркоњић Град, Република Српска, (Босна и Херцеговина) — 1994.
- Приједор, Република Српска, (Босна и Херцеговина) — 1994.
- Бјала Слатина (Бугарска)
- Неаполи (Грчка) — 1994.
- Ставрополи (Грчка) — 1994.
- Провинција Равена (Италија) — 16.10.2008.
- Боњхад (Мађарска) — 2010.
- Куманово (Македонија)
- Решица (Румунија)
- Воскресенск (Русија) — 1996.
- Ступино (Русија) — 23.04.2012.
- Михаловце (Словачка) — 19.08.2011.
- Булоњ Бијанкур (Француска)
- Занштад (Холандија)
- Тарагона (Шпанија) — потписана повеља о намерама 2009.

## Галерија
- Успенска црква
- Хотел „Слобода”
- Католичка црква
- Евангелистичка црква
- Црква Св, Саве, насеље Младост
- Статуа Стевана Шупљикца испред болнице, рад Оље Ивањицки
- Болница
- Храм Преображења Господњег
- Кип Светог Флоријана
- Корзо
- Музеј
- Куле светионици на Тамишу
- Православни крст у градском парку
- Пескана
- Стадион ФК „Динамо”
- Ресторан „Ветрењача” поред Тамиша
- Зграда скупштине града Панчева
- Црвени магацин
- Сунчани сат
- Зграда у старом градском језгру
- Синагога у Панчеву, срушена 1956. године
- Синагога у децембру 2021. године
- Пивара Ђорђа Вајферта
- Улица Жарка Зрењанина
- Штабска зграда
- Гвожђара Браћа Стефановић
- Фабрика свиле
- Споменик краљу Петру Првом
- Продавнице у старом Панчеву
- Солара у Панчеву
- Трубач Панчево
- Водна задруга у Панчеву
- Трг Слободе
- Банка Панчево
- Некадашњи Краљевски окружни суд у Панчеву
- Паробродска станица на Тамишу
- Закова кућа
- Хотел „Војводина“
- Река Тамиш код Панчева
- Фабрика стакла
- Улаз у фабрику Стакла
- Горански парк / Дудара
- Грб града Панчева
- Улаз у Старо православно гробље
- Војвођански булевар
- Незавршени спортски центар
- Стари силос
- Дом омладине
- Зграда Телекома
- Градска архива
- Градска библиотека
- Трг слободе
- Штампарија "Шести октобар"
- Свилара
- Аутобуска станица